# Fort Laramie
Cet article concerne le fort. Pour la municipalité du même nom, voir Fort Laramie (Wyoming). Pour les autres articles homonymes, voir Laramie.
Le fort Laramie était au XIXe siècle un important comptoir pour le commerce de fourrure puis un avant-poste militaire des États-Unis. Il est situé dans l’État du Wyoming, le long de la rivière Laramie, dans le comté de Goshen.

## Toponymie
En 1815 ou 1816, Jacques La Ramée et un petit groupe de trappeurs s'installèrent dans la région où se trouverait plus tard Fort Laramie. Il sortit seul pour trapper en 1819 ou 1820 et ne fut jamais revu. Les Arapahoe furent accusés d'avoir tué La Ramée et d'avoir enfoui sa dépouille dans un barrage de castor. La rivière fut nommée "Laramie" en son honneur, et ce nom sera donné plus tard aux monts Laramie, au fort et aux villes de Laramie, Wyoming et Fort Laramie, Wyoming.

## Fondation
Le comptoir fut fondé dans les années 1830. L'armée américaine en prit le contrôle en 1849 afin de protéger les colons et de faciliter leur ravitaillement. Ce fort était en effet une étape importante pour les colons se dirigeant vers l'Oregon ainsi que pour les Mormons ayant pour destination l'Utah. Il devint ainsi l'un des principaux nœuds économiques et l'un des principaux points d'installation des colons de l'Ouest américain.

## Rôle militaire

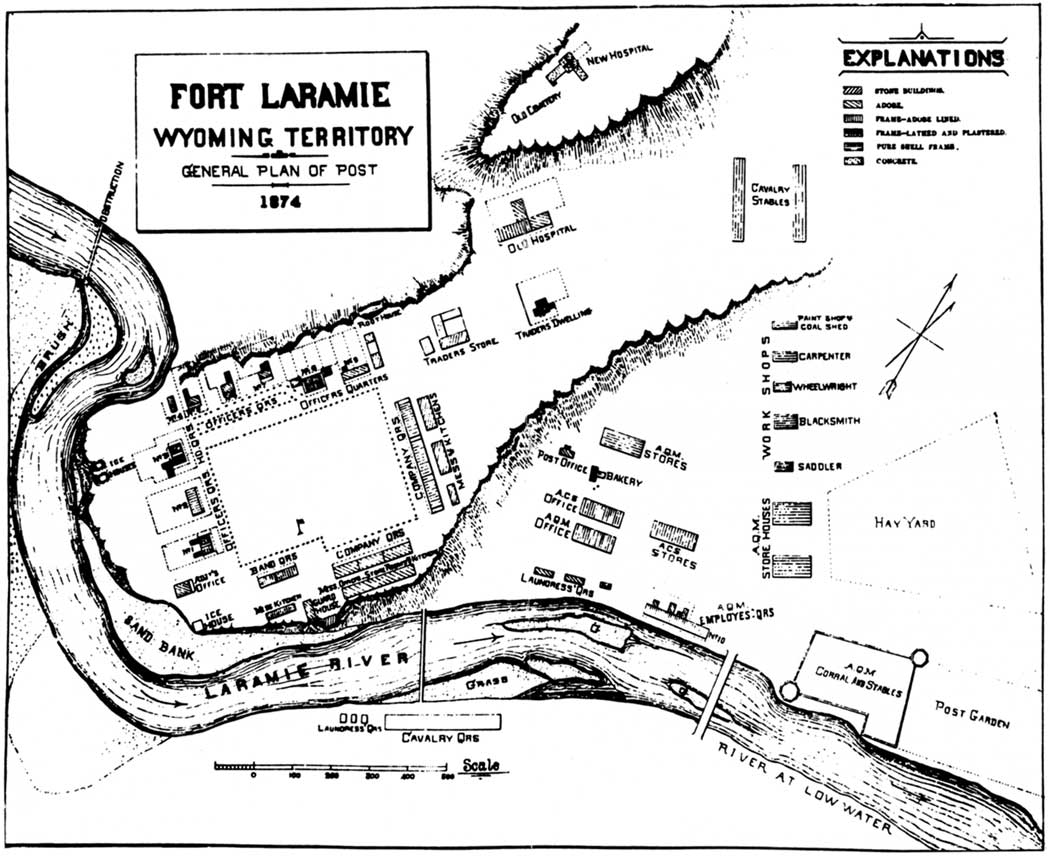
Plan du Fort Laramie, 1874

Ce fort fut un centre de commandement important lors des guerres indiennes. En 1851, un premier traité y fut signé avec certaines tribus indiennes assurant la sécurité des colons contre des compensations financières et des garanties territoriales. Ce traité ouvrit une période d'accalmie entre ces tribus et l'armée américaine, le fort servit alors essentiellement de point de ravitaillement pour les colons.

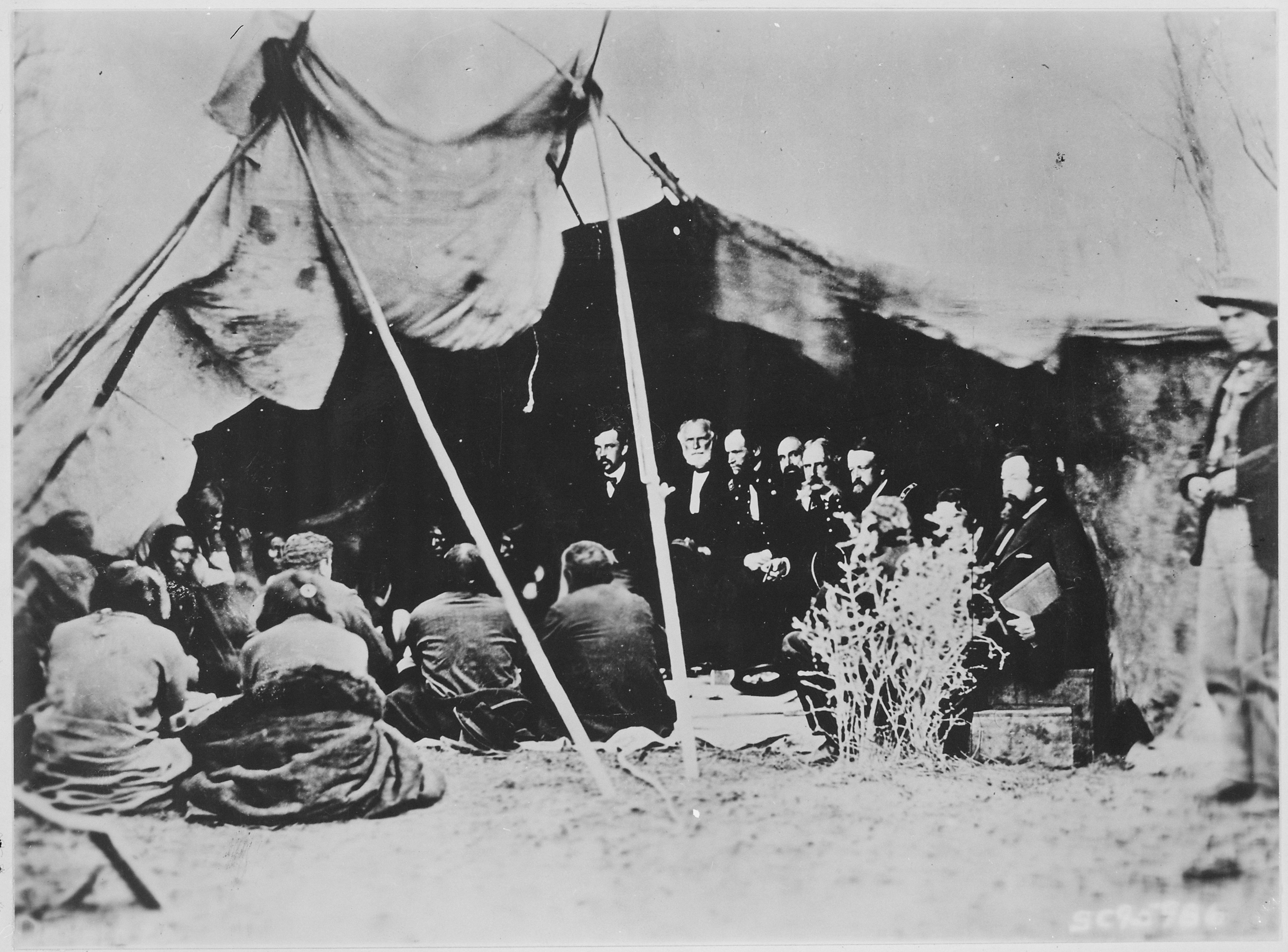
Signature du traité de 1868 à Fort Laramie entre les Sioux et William T. Sherman. Photo d'Alexander Gardner.

Son rôle militaire redevint prépondérant dans les années 1860 avec l'accroissement des tensions entre colons et Indiens. À la fin de cette décennie, il servira notamment de base arrière pour la guerre de Red Cloud. En 1868, un second traité est signé dans ce fort mettant un terme à cette guerre et consacrant la défaite de l'armée américaine.

## Du démantèlement à aujourd'hui

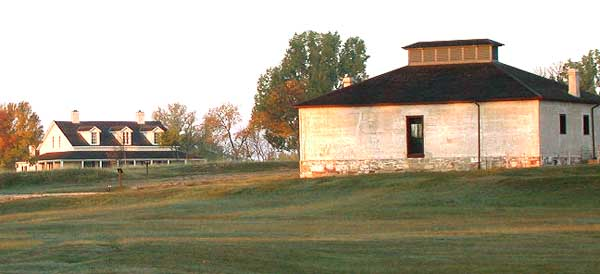
Le fort Laramie aujourd'hui.

À partir de l'achèvement du chemin de fer transcontinental, le fort perd petit à petit de son importance. Il est finalement démantelé en août 1890. Aujourd'hui le National Park Service l'entretient et y a placé des éléments militaires de l'époque pour les visiteurs. Une série d'émissions radios a même été produite dans les années 1950 par CBS au sujet de la vie dans le fort au XIXe siècle.